# Phaonia tristriolata
Phaonia tristriolata este o specie de muște din genul Phaonia, familia Muscidae, descrisă de Ma în anul 1992.
Este endemică în Shanxi. Conform Catalogue of Life specia Phaonia tristriolata nu are subspecii cunoscute.